# 中国地理学会 (北京)
中国地理学会是中华人民共和國地理学领域的学术组织，现隶属于中国科学技术协会，挂靠在中国科学院地理科学与资源研究所。

## 概况
中国地理学会的前身中国地学会于1909年在天津成立。1934年，翁文灏、竺可桢、张其昀在南京正式创立中国地理学会，翁文灏为首任会长。中华人民共和国成立后，中国地学会与中国地理学会合并为新的中国地理学会，竺可桢任理事长。1953年召开第一次全国会员代表大会。目前学会是国际地理联合会（IGU）、国际冻土协会（IPA）和国际地貌学家协会（IAG）的成员。
学会下设地貌与第四纪、经济地理、历史地理、水文地理、自然地理、气候、世界地理、环境地理与化学地理、人文地理、地图学和地理信息系统、海洋地理、医学地理、旅游地理、城市地理、农业地理与乡村发展、数量地理、环境变化、人口地理共18个专业委员会。

## 历任理事长

### 1934年至1953年
- 1934年－1937年（会长）：翁文灏
- 1937年－1943年（理事长）：翁文灏
- 1943年－1950年（理事长）：胡焕庸
- 1950年－1952年（理事长）：黄国璋
- 1952年－1953年（理事长）：竺可桢

### 1953年至今
注：标有符号*的为名誉理事长
- 第一届（1953年－1956年）：竺可桢
- 第二届（1956年－1963年）：竺可桢
- 第三届（1963年－1979年）：竺可桢
- 第四届（1979年－1985年）：黄秉维
- 第五届（1985年－1991年）：黄秉维
- 第六届（1991年－1995年）：吴传钧、陈述彭、施雅风、张兰生、黄秉维*、任美锷*
- 第七届（1995年－1999年）：吴传钧、黄秉维*、任美锷*
- 第八届（1999年－2004年）：陆大道、黄秉维*、任美锷*、吴传钧*
- 第九届（2004年－2010年）：陆大道、任美锷*、吴传钧*、陈述彭*、施雅风*、侯仁之*
- 第十届（2010年－2014年）：刘燕华、陆大道*、秦大河*、刘昌明*
- 第十一届（2014年－2018年）：傅伯杰
- 第十二届（2018年－）：陈发虎

## 主办刊物
- 《地理学报》，中国科学院地理科学与资源研究所主办
- 《地理学报》（英文版），中国科学院地理科学与资源研究所主办
- 《地理研究》，中国科学院地理科学与资源研究所主办
- 《地理科学进展》，中国科学院地理科学与资源研究所主办
- 《地球信息科学》，中国科学院地理科学与资源研究所主办
- 《地理科学》，中国科学院东北地理与农业生态研究所主办
- 《中国地理科学》（英文版），中国科学院东北地理与农业生态研究所主办
- 《干旱区地理》，中国科学院新疆生态与地理研究所主办
- 《冰川冻土》，中国科学院寒区旱区环境与工程研究所主办
- 《中国沙漠》，中国科学院寒区旱区环境与工程研究所主办
- 《遥感学报》，中国科学院遥感与数字地球研究所主办
- 《山地学报》，中国科学院水利部成都山地灾害与环境研究所主办
- 《经济地理》， 湖南省经济地理研究所主办
- 《人文地理》，西安外国语大学主办
- 《世界地理研究》
- 《历史地理》
- 《中国国家地理》，中国科学院地理科学与资源研究所主办

## 下属专业委员会
- 地貌与第四纪专业委员会
- 经济地理专业委员会
- 历史地理专业委员会
- 水文地理专业委员会
- 自然地理专业委员会
- 气候专业委员会
- 世界地理专业委员会
- 环境地理专业委员会
- 人文地理专业委员会
- 地图学和地理信息系统专业委员会
- 海洋地理专业委员会
- 健康地理专业委员会
- 城市地理专业委员会
- 旅游地理专业委员会
- 农业地理与乡村发展专业委员会
- 地理模型与地理信息分析专业委员会
- 环境变化与环境考古专业委员会
- 人口地理专业委员会
- 城市与区域管理专业委员会
- 文化地理专业委员会
- 生物地理专业委员会
- 政治地理与地缘关系专业委员会
- 自然灾害风险与综合减灾专业委员会
- 发展地理专业委员会